# Зелёная кохоа
Зелёная кохоа (лат. Cochoa viridis) — вид воробьиных птиц из семейства дроздовых. Подвидов не выделяют. Распространён в Азии. 

## Описание
Зелёная кохоа достигает длины 25—28 см; самцы весят 88—99 г, а самки — от 117 до 122 г. Выражен половой диморфизм. У взрослых самцов общая окраска оперения мохово-зелёного цвета; макушка и затылок блестящего синего цвета, лицо тёмно-синее. На крыльях широкие серебристо-голубые панели с чёрными полосами и кончиками. Хвост серебристо-голубой с широкой чёрной конечной полосой. Клюв чёрный, ноги розоватые. У взрослых самок тело бронзово-зелёное с несколькими ржавыми пятнами на кроющих перьях крыла. Основание внешних опахал второстепенных и третьестепенных маховых перьев желтовато-коричневое с узкой синей окантовкой. У молодых особей рисунок крыльев похож на рисунок взрослых, но черноватая макушка сильно испещрена белыми полосами, коричневатое тело с густыми рыжевато-охристыми крапинками сверху и чешуйчатыми пятнами снизу.

## Вокализация
Зеленая кохоа обычно поёт с присады в среднем ярусе леса. Песня представляет собой очень тонкий, ровный, чистый монотонный свист, «fiiiiiiii», слегка затухающий, длящийся две секунды и издаваемый каждые несколько секунд. Позывки включают резкие звуки и очень высокий, короткий, тонкий «pok».

## Распространение и места обитания
Зелёная кохоа широко распространена в Азии: восточные Гималаи от северо-востока Индии (Сикким, Западная Бенгалия до Аруначал-Прадеша и юга Ассама); запад и восток Мьянмы, юго-восточный Китай (Юньнань, Фуцзянь), западный, северный и юго-восточный Таиланд, юго-восточная Камбоджа, Лаос и Вьетнам. Естественными местами обитания являются густые влажные широколиственные вечнозеленые леса, часто около небольших ручьев. Встречается на высоте 700—1800 м над уровнем моря в различных ярусах леса, включая подлесок, но в основном в пологе и среднем ярусе. 

## Биология
Зеленая кохоа обычно встречается парами или небольшими группами, сидящими на высоких деревьях. Обычно питается близко к земле, моллюсками, насекомыми и ягодами. Иногда совершает воздушные вылазки, чтобы поймать насекомых. На юге Вьетнама зафиксировано использование камней в качестве наковален для открытия улиток.
Сезон размножения приходится на май—июль в Гималаях и апрель—июнь в Юго-Восточной Азии. Гнездо представляет собой неглубокую чашу, расположенную на высоте до 10 м над землей в развилке небольшого дерева, часто около воды. В кладке  2—3 (редко 4) яйца. Блестящие яйца имеют эллипсоидную форму и густо испещрены крапинками. Оба родителя по очереди насиживают яйца. Другой информации нет.